# Складчина
Складчина (в складчину, у складчину) — традиція внесення чого-небудь (наприклад, грошей або продуктів) декількома учасниками для спільного користування, на спільну справу. Також складчиною називають вечір, бенкет, що влаштовуються на зібрані таким чином гроші, продукти. Складчина може мати різні цілі і результат. Учасники складчини можуть вносити як різні так і рівні внески. Складчина є народним звичаєм українців і деяких інших слов'янських народів.
В Україні існувала старовинна спільна забава молоді з вечерею, музикою і танцями, на яку дівчата вносили продукти, а хлопці приносили гроші; на зібрані спільні кошти готували вечерю і купували напої; така складчина збиралася, за одними джерелами, чотири рази на рік (на третій день Різдва, Великдень, перед Пилипівкою і Великим постом), а за іншими вісім: перша — на Кузьки-Дем’яна, друга — на Пилипа, третя — на Різдво, четверта — під  Масницю на Всеїдному тижні, п’ята — на Масниці, шоста — на Великдень, сьома — на  Вшестя (Вознесіння), а восьму робили на Зеленому тижні; і відомою є також складчина на вечорни́цях.